# San Bernardino Mountains
Les San Bernardino Mountains (Muntanyes de San Bernardino) són una serralada de muntanyes de Southern Califòrnia als Estats Units. Estan situades al nord i nord-est de San Bernardino i dins de dos comtats de Califòrnia. El seu punt més alt és a t 11,489 peus (3,502 m) a la San Gorgonio Mountain – el cim més alt de la Califòrnia meridional. Els San Bernardinos formen una regió significativa per a la vida salvatge i per a l'esquí.
Aquestes muntanyes es van formar fa milions d'anys per l'activitat tectònica al llarg de la San Andreas Fault, i encara s'aixequen. Són una gran reserva d'aigua dolça atès que presenten molta més precipitació que el semidesert que les envolten.
Aquestes muntanyes van ser el focus de la febre d'or californiana de 1860.

## Pics més alts de les San Bernardino Mountains[5]
- San Gorgonio Mountain

11,489 peus (3,502 m)
- Jepson Peak

11,205 peus (3,415 m)
- Bighorn Mountain

10,997 peus (3,352 m)
- Dragons Head

10,866 peus (3,312 m)
- Anderson Peak

10,840 peus (3,300 m)
- Charlton Peak

10,806 peus (3,294 m)
- San Bernardino East Peak

10,691 peus (3,259 m)
- Shields Peak

10,680 peus (3,260 m)
- San Bernardino Peak

10,649 peus (3,246 m)
- Alto Diablo

10,563 peus (3,220 m)

## Obres citades
- Brewer, Chris. Historic Kern County: An Illustrated History of Bakersfield and Kern County.  HPN Books, 2001. ISBN 1-893619-14-1 [Consulta: 29 gener 2012].
- California Place Names: The Origin and Etymology of Current Geographical Names.  University of California Press, 2004. ISBN 0-520-24217-3.
- Guinn, James Miller. Historical and biographical record of southern California.  Chapman Publishing Co., 1902.
- Gunther, Vanessa Ann. Ambiguous justice: Native Americans and the law in Southern California, 1848-1890.  MSU Press, 2006. ISBN 0-87013-779-4.
- Grinnell, Joseph. The biota of the San Bernardino Mountains.  The University Press, 1908.
- Hall, Clarence A.. Introduction to the Geology of Southern California and its Native Plants.  University of California Press, 2007. ISBN 0-520-24932-1.
- Hatheway, Roger G.. Rim of the World Drive.  Arcadia Publishing, 2007. ISBN 0-7385-4770-0.
- Holtzclaw, Kenneth M.. San Gorgonio Pass.  Arcadia Publishing, 2006. ISBN 0-7385-3097-2.
- Hoover, Mildred Brooke; Kyle, Douglas E. Historic spots in California.  Stanford University Press, 2002. ISBN 0-8047-4482-3.
- Keller, Russell L.. Big Bear.  Arcadia Publishing, 2008. ISBN 0-7385-5912-1.
- Lancaster, Nicholas. Paleoenvironments and Paleohydrology of the Mojave and Southern Great Basin Deserts.  Geological Society of America, 2003. ISBN 0-8137-2368-X.
- Massey, Peter; Wilson, Jeanne Backcountry Adventures Southern California: The Ultimate Guide to the Backcountry for Anyone with a Sport Utility Vehicle.  Adlers Publishing, 2006. ISBN 1-930193-26-2.
- Olander, Ann. Call of the Mountains: The Beauty and Legacy of Southern California's San Jacinto, San Bernardino and San Gabriel Mountains.  Stephens Press, 2005. ISBN 1-932173-46-3.
- San Bernardino Mountain Trails: 100 Hikes in Southern California. 6.  Wilderness Press, 2006. ISBN 0-89997-409-0.
- Storer, Tracy Irwin; Tevis, Lloyd Pacheco California Grizzly.  University of California Press, 1996. ISBN 0-520-20520-0.
- Tetley, Rhea-Frances. Lake Arrowhead.  Arcadia Publishing, 2005. ISBN 0-7385-2918-4.
- Weber, Francis J.. El Caminito Real: A Documentary History of California's Estancias.  Archdiocese of Los Angeles, 1988.